# Stryphnus
Stryphnus is een geslacht van sponsdieren uit de klasse van de Demospongiae (gewone sponzen). 

## Soorten
- Stryphnus ariena Kelly & Sim-Smith, 2012
- Stryphnus atypicus Kelly & Sim-Smith, 2012
- Stryphnus fortis (Vosmaer, 1885)
- Stryphnus levis Kelly & Sim-Smith, 2012
- Stryphnus mucronatus (Schmidt, 1868)
- Stryphnus niger Sollas, 1886
- Stryphnus novaezealandiae Kelly & Sim-Smith, 2012
- Stryphnus poculum Kelly & Sim-Smith, 2012
- Stryphnus ponderosus (Bowerbank, 1866)
- Stryphnus progressus (Lendenfeld, 1907)
- Stryphnus radiocrusta (Kennedy, 2000)
- Stryphnus raratriaenus Cárdenas, Menegola, Rapp & Díaz, 2009
- Stryphnus sollasi Shim & Sim, 2013
- Stryphnus spelunca Kelly & Sim-Smith, 2012
- Stryphnus suinus (Wiedenmayer, 1989)
- Stryphnus unguiculus Sollas, 1886